# Prag 13
Prag 13 ist ein Verwaltungsbezirk sowie ein Stadtteil der tschechischen Hauptstadt Prag. Der Bezirk liegt im Westen der Stadt.

## Struktur
Der Verwaltungsbezirk Prag 13 umfasst die zwei Stadtteile Prag 13 (1249 ha) und Řeporyje (987 ha).
Der Stadtteil Prag 13 wiederum umfasst den Großteil der Katastralgemeinden Stodůlky und Třebonice und die Siedlung Nová věs der ansonsten zu Prag 5 gehörenden Katastralgemeinde Jinonice. Ein kleines unbewohntes Gebiet der Katastralgemeinde Řeporyje gehört nicht zum gleichnamigen Stadtteil, sondern ebenfalls zu Prag 13.

## Entwicklung
Das Gebiet des Stadtteils Prag 13 gehört seit 1974 zum Prager Stadtgebiet. Die ursprünglichen Gemeinden Stodůlky,  Velká Ohrada, Malá Ohrada und Třebonice bildeten ein Teil des Stadtbezirks Prag 5. 1978 wurde bei einer archäologischen Untersuchung ein Gräberfeld der Aunjetitzer Kultur entdeckt.
Die Fertigstellung der Metrolinie B nach Zličín bewirkte eine Aufwertung des Gebiets und es setzte eine bis heute anhaltende Phase der Bautätigkeit und Stadtentwicklung ein. Schrittweise wurde der Großwohnkomplex Jihozápadní město („Südweststadt“) errichtet, der heute über 50000 Einwohner hat. Im Zentrum befindet sich ein ausgedehnter Park, der Teil eines Grünzugs ist. Im Jahr 2007 wurde mit dem Bau eines weiteren Komplex namens Západní město („Weststadt“) begonnen.

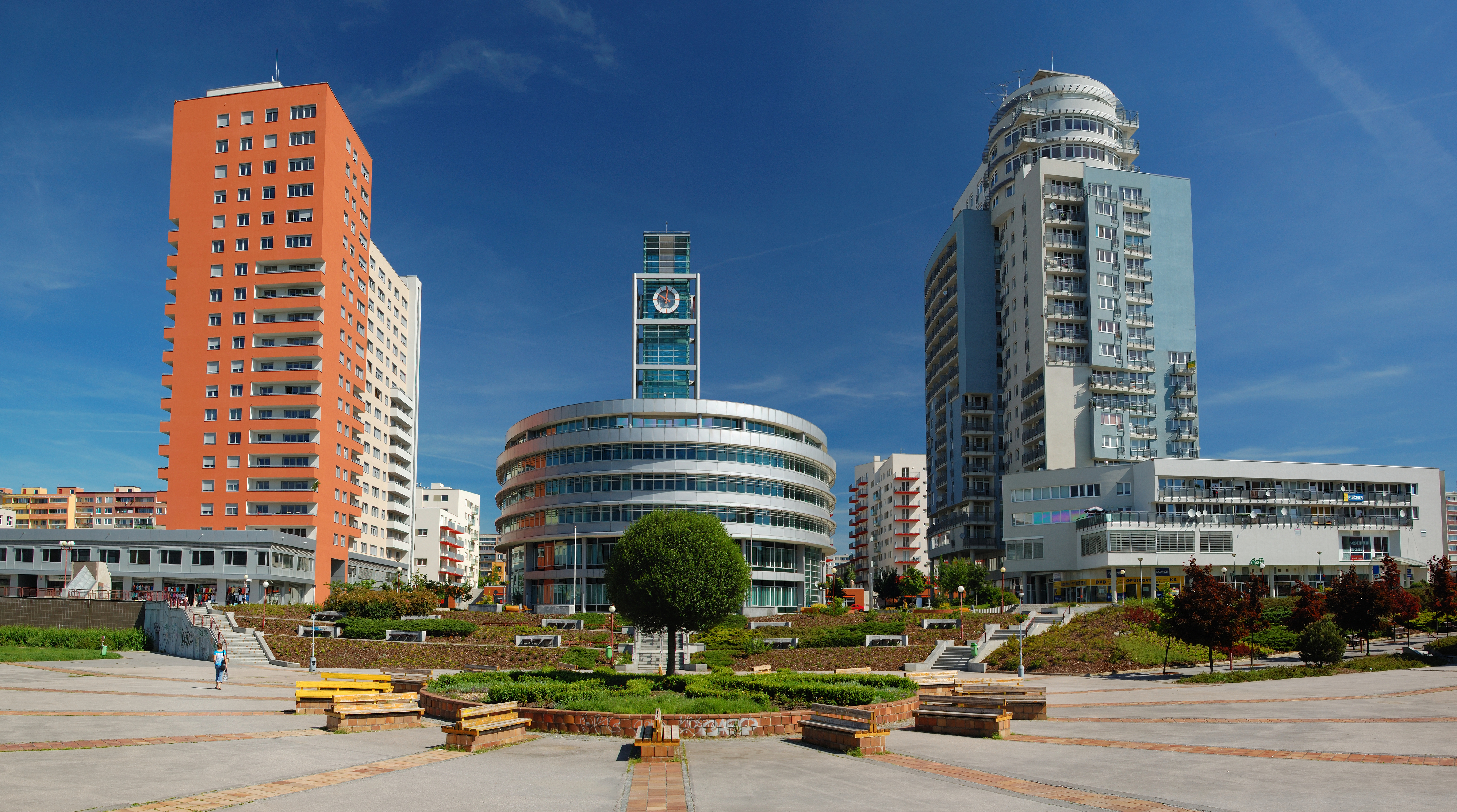
Das Rathaus von Prag 13 (Mitte)
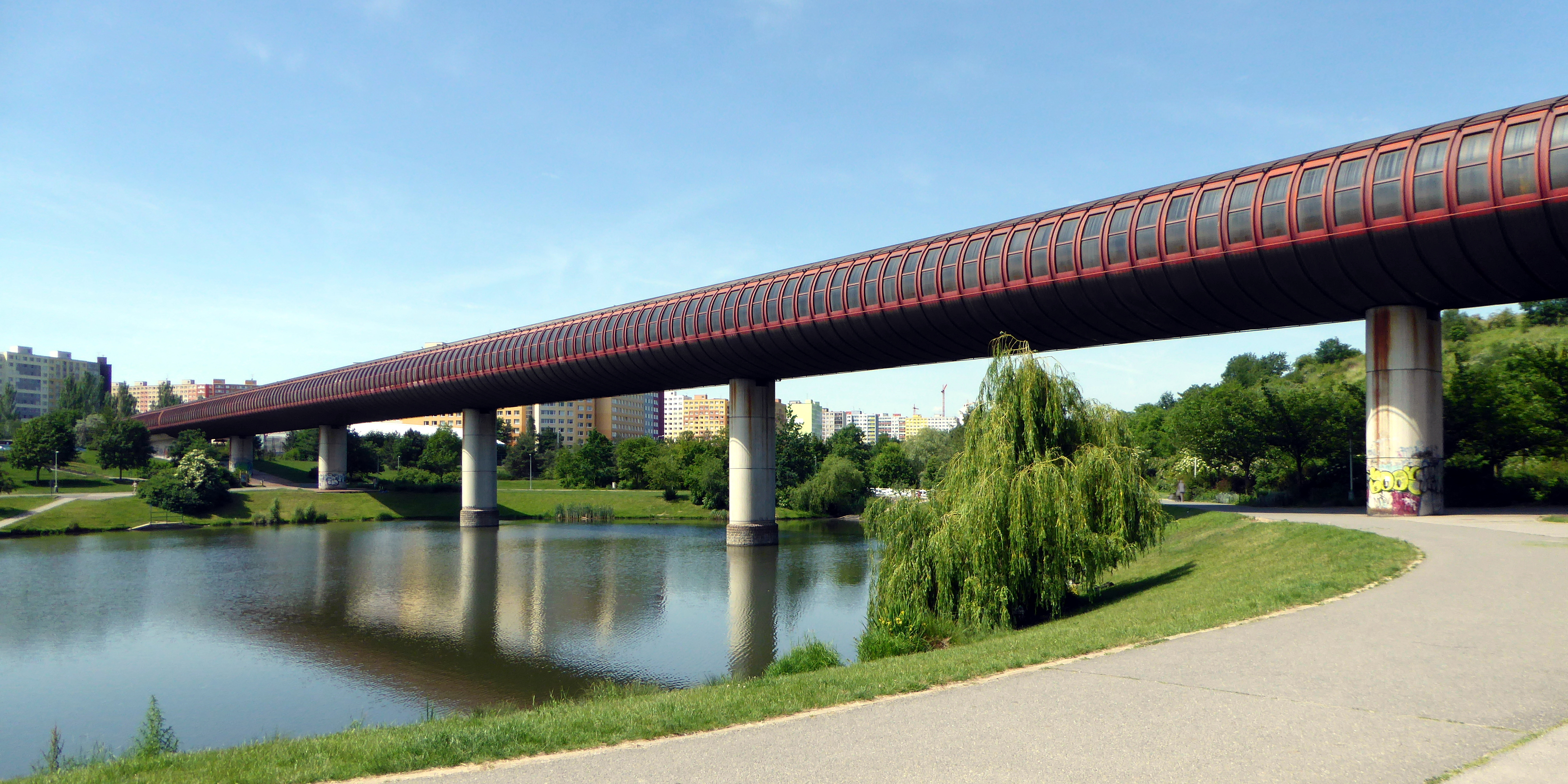
Röhre der Metro B über den zentralen Park der „Südweststadt“
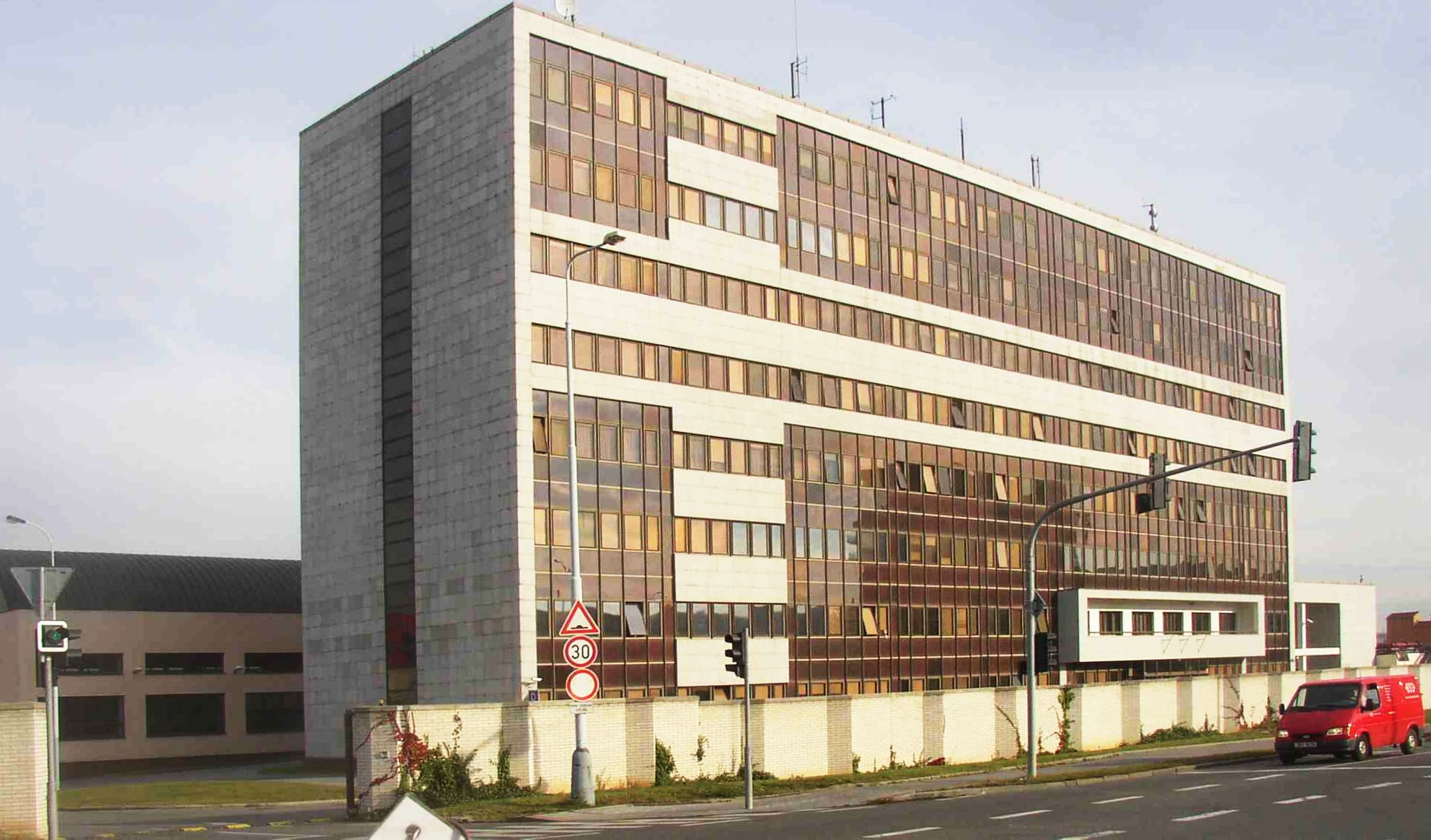
Der Sitz des Inlandsnachrichtendienstes BIS
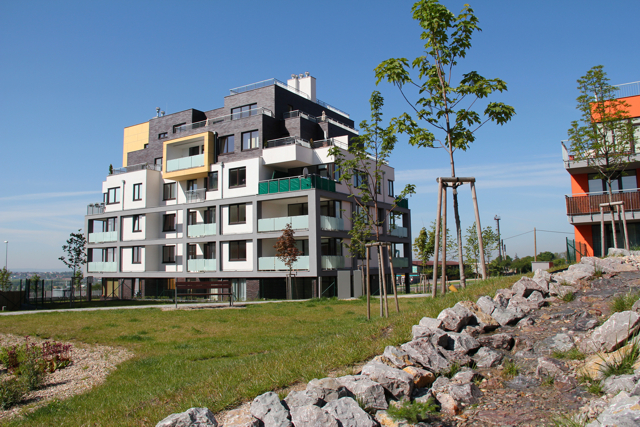
Wohnblock in der „Weststadt“